# Stara Rawa
Stara Rawa est un village du centre de la Pologne, situé entre Rawa Mazowiecka et Skierniewice, sur la rivière Rawka.
Il est situé dans la voïvodie de Łódź (Powiat de Skierniewice).
Il a été fondé au XIIe siècle.
La population de Stara Rawa était de 280 habitants en 2006.